# Nonio Marcello

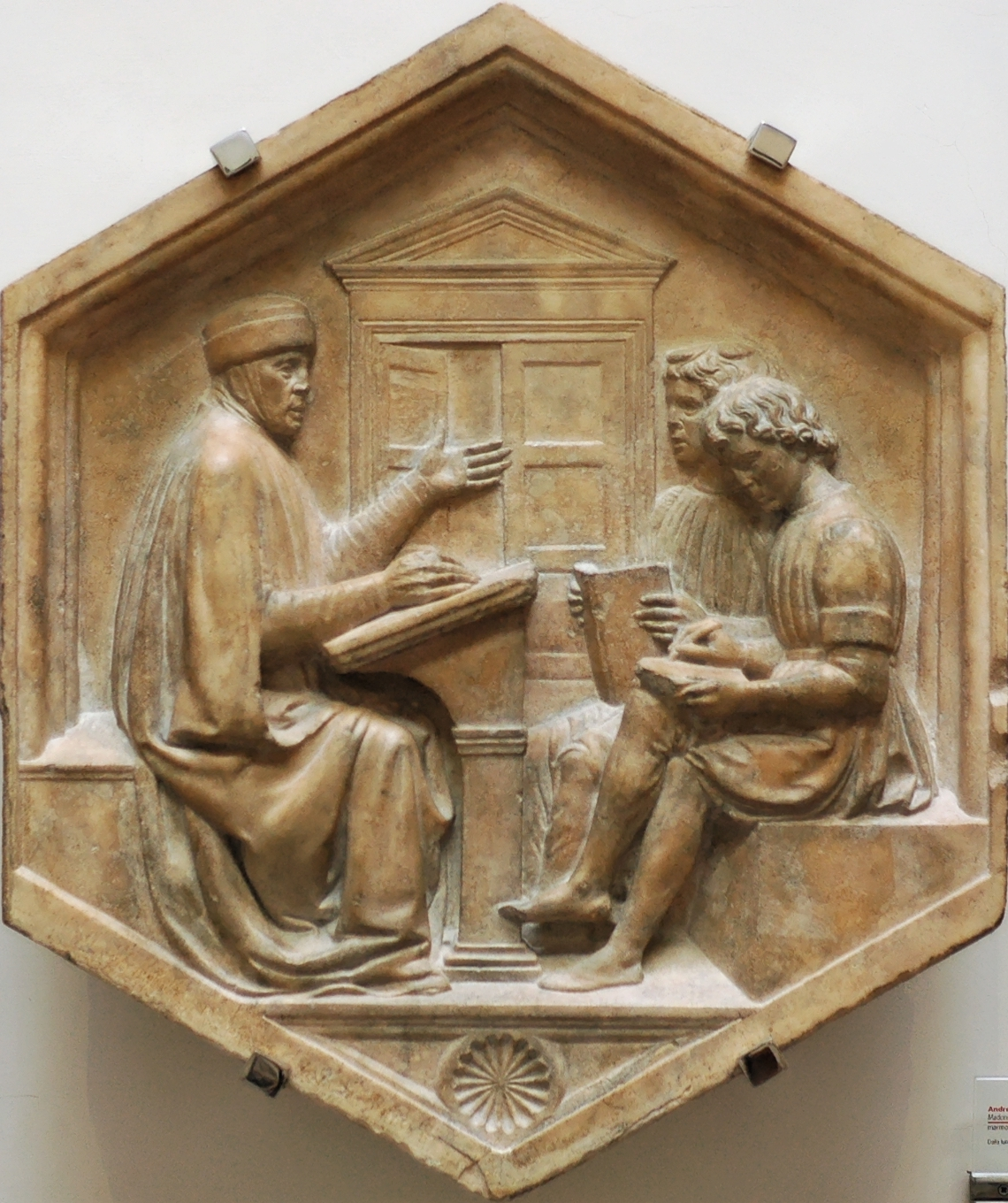
Grammatico e allievo, formella di Luca della Robbia

Nonio Marcello (in latino Nonius Marcellus; Numidia, IV secolo – ...) è stato un grammatico romano.

## Biografia
Originario della Numidia, secondo indizi soprattutto di tipo linguistico presenti nella sua opera «Nonio sarebbe stato attivo attorno all'anno 400 o poco dopo».

## De compendiosa doctrina

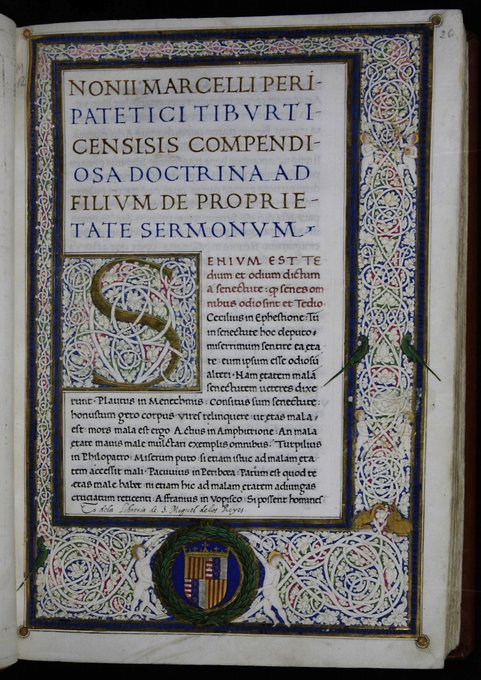
Incipit miniato della Compendiosa doctrina ad filium in un codice quattrocentesco vergato da Giovan Marco Cinico

Nonio è autore di un'opera grammaticale e lessicale in venti libri, ciascuno con un proprio titolo, di estensione assai disugualeː si passa infatti dal libro IV, intitolato De varia significatione sermonum, che nell'edizione di Lindsay occupa 336 pagine, al libro XX, De propinquitate, che è  di una sola pagina. Ciò dipende soprattutto dalla diversità di argomento dei singoli libri o capitoli; «ci troviamo però sicuramente anche di fronte a tagli avvenuti durante la tradizione manoscritta».
Un esempio è il brevissimo libro XX:
1
CAESARES dicti qui caesa matre nascuntur.
2
AGRIPPAE, qui cum labore matris eduntur, hoc est per pedes contra naturam, non per caput, quasi ab aegro partu.
3
VOPISCVS, qui ex duobus conceptis uno abortu excluso ad partum legitimum deducitur.
4
GLOS appellatur mariti soror atque item fratris uxor.
5
LEVIR dicitur frater mariti, quasi l<a>evus vir.
6
FRATRIAE appellantur fratrum inter se uxores.
7
AMITINI, fratrum maris et feminae filii.
8
PATRVELES, marium fratrum filii.
9
<CONSOBRINI quasi> consororini, ex duabus editi sororibus.
10
De quibus exempla multa sunt in antiquis auctoribus, et maxime in Afranio et iuris vetustissimis scriptoribus.»
Inoltre, che l'opera fosse dedicata al figlio lo sappiamo dal titolo dei manoscritti (ad filium) e dal fatto che lui stesso la cita.
I capitoli sono raggruppati tematicamenteː quindi I-XII si occupano di fenomeni grammaticali, come quelli morfologici o polisemici; i libri dal XIII al XX presentano, invece, elenchi di vocaboli raggruppati per ambito semantico.
La sua attività di grammatico risulta preziosa soprattutto perché ci ha tramandato frammenti di una quarantina di autori antichi, tra cui molti altrimenti perduti, con un ruolo simile a quello di Aulo Gellio (che egli cita abbondantemente) circa due secoli prima.